# Élisabeth Decrey Warner
Élisabeth Decrey Warner (née le 16 octobre 1953 à Lausanne), Élisabeth Reusse-Decrey jusqu’en 2006, est une femme politique suisse et une militante dans le domaine humanitaire, spécialement avec les groupes armés non étatiques. Elle est cofondatrice et présidente de l’organisation humanitaire internationale « Appel de Genève » jusqu’en 2017.

## Études et famille
Élisabeth Decrey naît à Lausanne et grandit à Haute-Nendaz. Elle travaille comme monitrice de ski et suit une formation de physiothérapeute. 
Elle est mère de six enfants, dont quatre adoptés. Elle épouse en 2007 en secondes noces le politologue américain Daniel Warner.

## Engagement politique
Élisabeth Decrey est députée socialiste au Grand Conseil de la République et canton de Genève (le parlement cantonal) de 1989 à 2001 (trois législatures. Elle est présidente du Grand Conseil du  16 novembre 2000 au 1er novembre 2001.
Elle écrit en 2003 un article sur la place et l’absence des femmes en politique.

## Engagement humanitaire
L’engagement d’Élisabeth Decrey concerne plus particulièrement les groupes armés non étatiques, les réfugiés, la torture et les mines antipersonnel. 
Elle accepte en 1995 de reprendre la coordination de la Campagne Suisse contre les mines antipersonnel, au départ pour deux mois,. À ce titre, elle fait partie de la délégation suisse à Ottawa lors de la signature de la Convention sur l'interdiction des mines antipersonnel en 1997. Ce traité est considéré comme une « victoire historique », car quelques années auparavant il semblait encore utopique : « On ne touchait alors pas aux joujoux des militaires » dit-elle.
Elle crée[Quand ?] la Fondation suisse d’aide aux victimes de mines antipersonnel. 
Elle a été membre de plusieurs conseils d'administration et conseils consultatifs, notamment du Centre pour le contrôle démocratique des forces armées - Genève et du Centre international de déminage humanitaire - Genève. Elle est chercheuse associée au Centre de politique de sécurité de Genève, membre du conseil d'administration de Leaders pour la Paix - Paris, et membre du conseil d'administration de Terre des hommes - Suisse.
Elle est aussi membre de Femmes pour la paix.

### Appel de Genève
Élisabeth Decrey est surtout connue pour avoir cofondé en 1998 l’organisation humanitaire internationale « Appel de Genève » (anglais Geneva Call), dont elle assure la direction générale (avec le titre de « présidente exécutive ») jusqu’à fin 2017.
Lors de la signature de la Convention sur l'interdiction des mines antipersonnel en 1997, Élisabeth Decrey comprend que la Convention est sans effet pour les groupes armés non étatiques car ils ne peuvent pas adhérer à ce mécanisme international. Elle cherche des solutions auprès du conseiller fédéral Flavio Cotti (la Suisse étant dépositaire des Conventions de Genève) et du directeur du CICR, Cornelio Sommaruga, mais autant la Suisse que le comité de la Croix-Rouge ne peuvent s’engager dans un tel projet. D’où la création d’une association dédiée, qui propose aux groupes armés non étatiques d’adhérer volontairement à une norme humanitaire. « Cela devient leur décision. Ça change tout ! », affirme Élisabeth Decrey,.
L’Appel de Genève a pour but d’améliorer la protection des civils dans les zones où des acteurs armés non étatiques (ou d’États non reconnus) sont actifs ou contrôlent le territoire. 

## Personnalité
Le texte de présentation publié en 2005 dans le cadre des « 1 000 femmes pour le Prix Nobel de la paix » pose ces questions : « Pourquoi une femme de 50 ans (…) gravit-elle seule une montagne du Kurdistan irakien pour rencontrer des chefs rebelles ? Que fait l'ancienne présidente du Parlement de Genève dans une prison de haute sécurité en Colombie, où elle mange des sauterelles frites avec le chef emprisonné de l'Armée de libération nationale ? ». Et plus loin : « Ses fortes convictions en matière de sécurité et de handicaps physiques, issues de sa formation de physiothérapeute, lui permettent de négocier avec succès avec des chefs armés, du Soudan du Sud aux Philippines. (Sa vision est celle d’un) monde où les normes humanitaires sont respectées et où les non-combattants innocents peuvent retrouver la liberté dont elle jouissait, enfant, dans les forêts de ses montagnes valaisannes ».
Lors de la remise du prix de la paix de Hesse en 2012, Thomas Gebauer (de), directeur de Medico international, témoigne : « j'ai toujours été profondément impressionné par la créativité, le courage, la persévérance et l'endurance dont Mme Warner a fait preuve dans son engagement ».
Dans un entretien accordé au Temps à l’occasion du prix de la Fondation pour Genève en 2016, elle est présentée comme « n’aimant pas les projecteurs ». Ces collègues lui feraient don de petites tortues, conservées dans son bureau : « une façon de lui dire gentiment qu’elle va trop vite ». Elle assure que le fait de ne pas être un homme n’a jamais été un inconvénient : « Qu’une femme fasse des heures de marche pour rencontrer un commandant, cela force le respect ». Elle insiste : « Si on ne discute qu’avec les gentils, cela ne va pas changer le monde ». Au début, des représentants de groupes non étatiques sont reçus dans son cabinet de physiothérapeute, elle témoigne : « Un jour, dans la salle d’attente, une petite dame de Plainpalais a demandé à un rebelle soudanais s’il avait mal au dos ».

## Distinctions
Élisabeth Decrey a reçu plusieurs prix pour son engagement. Elle est nommée pour le prix Nobel dans le cadre du projet « 1 000 femmes pour le Prix Nobel de la paix 2005 ». En 2006, elle reçoit le prix de la Société internationale pour les droits de l'homme. Elle est choisie en 2007 pour figurer dans le Forum des 100 personnalités qui font la Suisse romande. En 2012, elle reçoit le prix pour la paix de Hesse, doté de 25 000 euros (le grand-duché de Hesse est l’un des signataires de la Convention de Genève de 1864). En 2013, elle est nommée Chevalier de la Légion d'honneur. L’université de Genève lui décerne en 2015 un doctorat honoris causa. En 2016, elle reçoit le prix de la Fondation pour Genève, la directrice de l’UNESCO Irina Bokova prononce alors le discours d’éloge,.

## Publications
- Élisabeth Decrey Warner, Une femme sur les terres des rebelles, Carouge, Yedrec, 2022, 383 p. (ISBN 978-2-8399-3439-8, présentation en ligne)Dont 24 photographies.

- (en) Mathew Pountney (ed.) et Elisabeth Reusse-Decrey (ed.), Geneva Call, Mine Action in the Midst of Internal Conflict : A report on the workshop organised by Geneva Call and the International Campaign to Landmines Non-State Actors Working Group, Zabreg, 27 November 2005, Geneva, Geneva Call, 2006, 54 p. (lire en ligne)

- (en) Elisabeth Reusse-Decrey, « The role of nonstate actors in securing and developing human rights », dans Menschenrechte und Wirtschaft, Stämpfli, coll. « Menschenrechte und Wirtschaft im Spannungsfeld zwischen State und Nonstate Actors » (no 233), 2005, 311 p. (ISBN 3727228210), p. 233-235

- Élisabeth Reusse-Decrey, « Quelques réflexions d’une ancienne Présidente du Parlement de la République et canton de Genève », dans Fenneke Reysoo et Christine Verschuur (dir.), On m'appelle à régner : Mondialisation, pouvoirs et rapports de genre, Graduate Institute Publications (OpenEdition Books 2016), coll. « Genre et développement. Rencontres » (no 8), 2003, 258 p. (ISBN 9782882470522, lire en ligne), p. 139-144